# Дерек Редмонд
Дерек Ентоні Редмонд (англ. Derek Anthony Redmond; нар. 4 вересня 1965) — британський легкоатлет, який спеціалізувався в бігу на короткі дистанції.

## Спортивні досягнення
Учасник змагань з бігу на 400 метрів на Олімпійських іграх-1992.
Чемпіон світу з естафетного бігу 4×400 метрів (1991). Срібний призер з естафетного бігу 4×400 метрів на чемпіонаті світу (1987). Фіналіст (5-е місце) з бігу на 400 метрів на чемпіонаті світу (1987).
Чемпіон Європи з естафетного бігу 4×400 метрів (1986). Фіналіст (4-е місце) з бігу на 400 метрів на чемпіонаті Європи (1987).
Був третім з бігу на 400 метрів та з естафетного бігу 4×400 метрів на Кубку Європи (1985).